# La Thieuloye
La Thieuloye é uma comuna francesa na região administrativa de Altos da França, no departamento de Pas-de-Calais. Estende-se por uma área de 4,06 km². Em 2010 a comuna tinha 501 habitantes (densidade: 123,4 hab./km²).